# Ivo Iličević
Ivo Iličević (Aschaffenburg, 14 novembre 1986) è un ex calciatore croato, di ruolo centrocampista o attaccante.

## Carriera

### Club
Dopo aver giocato a livello giovanile nel 1. FC Sùdring Aschaffenburg  e nel Viktoria Aschaffenburg passa nel 2004 al Darmstadt con cui ottiene 44 presenze e 8 gol in campionato. Passa nel 2006 al Bochum dove gioca 25 partite segnando 2 gol fino al 2009, compreso anche un prestito al Greuther Fürth dove in 38 partite segna 4 gol.
Nel 2009 passa al 1. Fußball-Club Kaiserslautern con cui segna 10 gol in 55 presenze di campionato e nel 2011 fino allo scadere del contratto nel 2016 gioca con l'Amburgo con il quale ottiene 86 presenze e 11 gol contando anche gli spareggi di campionato.

### Nazionale
Ha giocato per la nazionale croata Under-21 ottenendo 11 presenze e 5 gol.
Dal 2010 al 2013 ha giocato per la Nazionale Maggiore Croata con 8 presenze e 1 rete all'attivo.

## Statistiche

### Cronologia presenze e reti in nazionale
| Cronologia completa delle presenze e delle reti in nazionale ― Croazia | Cronologia completa delle presenze e delle reti in nazionale ― Croazia | Cronologia completa delle presenze e delle reti in nazionale ― Croazia | Cronologia completa delle presenze e delle reti in nazionale ― Croazia | Cronologia completa delle presenze e delle reti in nazionale ― Croazia | Cronologia completa delle presenze e delle reti in nazionale ― Croazia | Cronologia completa delle presenze e delle reti in nazionale ― Croazia | Cronologia completa delle presenze e delle reti in nazionale ― Croazia |
| Data                                                                   | Città                                                                  | In casa                                                                | Risultato                                                              | Ospiti                                                                 | Competizione                                                           | Reti                                                                   | Note                                                                   |
| ---------------------------------------------------------------------- | ---------------------------------------------------------------------- | ---------------------------------------------------------------------- | ---------------------------------------------------------------------- | ---------------------------------------------------------------------- | ---------------------------------------------------------------------- | ---------------------------------------------------------------------- | ---------------------------------------------------------------------- |
| 12-10-2010                                                             | Zagabria                                                               | Croazia                                                                | 2 – 1                                                                  | Norvegia                                                               | Amichevole                                                             | -                                                                      | 51’                                                                    |
| 17-11-2010                                                             | Zagabria                                                               | Croazia                                                                | 3 – 0                                                                  | Malta                                                                  | Qual. Euro 2012                                                        | -                                                                      | 74’                                                                    |
| 9-2-2011                                                               | Pola                                                                   | Croazia                                                                | 4 – 2                                                                  | Rep. Ceca                                                              | Amichevole                                                             | 1                                                                      | 86’                                                                    |
| 10-8-2011                                                              | Dublino                                                                | Irlanda                                                                | 0 – 0                                                                  | Croazia                                                                | Amichevole                                                             | -                                                                      | 70’                                                                    |
| 25-5-2012                                                              | Pola                                                                   | Croazia                                                                | 3 – 1                                                                  | Estonia                                                                | Amichevole                                                             | -                                                                      | 65’                                                                    |
| 2-6-2012                                                               | Oslo                                                                   | Norvegia                                                               | 1 – 1                                                                  | Croazia                                                                | Amichevole                                                             | -                                                                      | 76’                                                                    |
| 11-9-2012                                                              | Ginevra                                                                | Croazia                                                                | 0 – 1                                                                  | Portogallo                                                             | Amichevole                                                             | -                                                                      | 77’                                                                    |
| 15-11-2013                                                             | Reykjavík                                                              | Islanda                                                                | 0 – 0                                                                  | Croazia                                                                | Qual. Mondiali 2014                                                    | -                                                                      | 46’                                                                    |
| Totale                                                                 |                                                                        | Presenze                                                               | 8                                                                      |                                                                        | Reti                                                                   | 1                                                                      |                                                                        |

## Palmarès

### Club

#### Competizioni nazionali
- 2. Fußball-Bundesliga: 1

Kaiserslautern: 2009-2010
- Supercoppa del Kazakistan: 1

Qaýrat: 2017